# Пущин, Иван Петрович
Ива́н Петро́вич Пу́щин (1754 — 19 октября 1842, Санкт-Петербург) — генерал-лейтенант русской императорской армии, участник русско-турецкой войны 1768—1774 годов, сенатор.

## Происхождение
Происходил из дворян Осташковского уезда Тверской губернии. Сын адмирала Петра Ивановича Пущина (1723—1812) и Коро́ткой Евфимии Матвеевны (1726—1810).

## Биография
В 1765 году поступил в Морской шляхетный корпус кадетом и 15 декабря 1769 года был произведён в чин гардемарина. В 1769—1772 годах совершал учебные плавания из Кронштадта в Архангельск на кораблях «Слон» и «Нарчин» и 15 сентября 1772 года был произведён в чин мичмана.
В 1772 году на 66-пушечном корабле «Граф Орлов» в составе эскадры под командованием контр-адмирала В. Я. Чичагова, он перешёл из Кронштадта в Архангельск, а 28 октября участвовал в сражении при Патрасе. В 1773—1775 годах на том же корабле был в крейсерстве в Архипелаге, а в 1775—1776 годах на фрегате «Богемия» перешёл из Ливорно в Кронштадт и 21 апреля 1777 года произведён в чин лейтенанта.
В 1778 году Пущин был назначен командовать придворной яхтой «Петергоф», и в 1779—1786 годах плавал на судах галерного флота. 1 мая 1783 года произведён в чин капитан-лейтенанта. С 18 марта 1784 года по 25 апреля 1785 года находился в командировке в Смоленске, для постройки судов. За эти труды Пущин награждён орденом Св. Владимира 4-й степени.
17 мая 1787 года Пущин был произведён в чин капитана 2-го ранга и в том же году командуя галерой «Днепр», плавал от Киева до Екатеринославля в составе флотилии на которой находилась Екатерина II.
5 мая 1788 года Иван Петрович был назначен капитаном над галерным портом и в том же году под его наблюдением приготовлено и отправлено в компанию двадцать семь судов, в следующем — семьдесят девять судов, а в 1790 году — семьдесят два судна. Кроме того, построено к ним тридцать десантных судов и пятьдесят катеров. За труды по снаряжению судов Пущин в 1789 году был награждён орденом Св. Владимира 3-й степени и 1 января 1790 года произведён в чин капитана 1-го ранга.
С 1793 года по определению Адмиралтейств-коллегии, был отправлен в Кронштадт и там вступил в должность капитана над Кронштадтским портом, где производилась починка кораблей и фрегатов под его присмотром, а также снаряжение судов в компанию. 13 ноября 1796 года Пущин был произведён в чин капитана бригадирского ранга. В 1797 году Пущину был вручен патент на командорство Ордена Св. Иоанна Иерусалимского.
26 марта Иван Петрович назначен обер-интендантом, 6 апреля сдал порт и вступил в заведование интендантской экспедицией. 23 сентября 1798 года он был произведён в чин генерал-майора, в 1802 году в чин генерал-лейтенанта, а 4 апреля 1805 года определён временным членом Адмиралтейств-коллегии. В 1806 году Пущин был назначен управляющим Хозяйственной экспедицией морского генерал-кригс-комиссариата, а в октябре 1808 года назначен управляющим Исполнительной экспедицией с оставлением в предыдущей должности. 23 декабря 1808 года ему был пожалован орден Св. Анны 1-й степени. 1 мая 1810 года Пущин был освобождён от управления Хозяйственной экспедиции.
С 10 августа 1821 года ему повелено присутствовать в Правительствующем сенате, с последующим назначением в Межевой Департамент Сената. В 1834 году Пущин был награждён орденом Белого орла. 22 августа 1840 года пожалован знаком отличия за LXV лет беспорочной службы.

## Семья
- Прадед — Никифор Афанасьевич Пущин (1647—?)
- Дед — Иван Никифорович Пущин (1690—?)
- Отец — Пётр Иванович Пущин (11 декабря 1723—7 декабря 1812)
- Мать — Евфимия Матвеевна Короткая (4 июня 1726—4 апреля 1810)
- Брат — Павел Петрович Пущин (19 июня 1768 — 14 февраля 1828).
- Сестра — Евдокия Петровна Пущина, в замужестве — Бухарина. Супруг — полковник Яков Бухарин (ум. до 1802).
- Супруга — Александра Михайловна, в девичестве Рябинина, (1771—1841), дочь вице-адмирала Михаила Ильича Рябинина, сестра Е. М. Рябинина и А. М. Рябинина[1].

Дети:
- Евдокия Ивановна (?—1860). Супруг — Яков Иванович Бароцци (?—не позднее 1854) — участник Отечественной войны 1812 года. Награждён Золотой шпагой с надписью «За храбрость», полковник, действительный статский советник, член масонской ложи «Овидий».
- Екатерина Ивановна (1791—1866). Супруг — Иван Александрович Набоков (11 марта 1787—21 апреля 1852).
- Анна Ивановна (1.02.1793—22.05.1867[2]) — не вышла  замуж. Вела домашнее хозяйство Пущиных, строгого нрава, не признала внебрачных детей брата Ивана. Умерла от водянки, похоронена на кладбище Воскресенского Новодевичьего монастыря.
- Мария Ивановна (3.03.1795—16.08.1844). Супруг — с 1834 — Иван Васильевич Малиновский (1796—10 февраля 1873), лицеист, сын первого директора лицея, друг А. С. Пушкина. Полковник.
- Иван Иванович (4 мая 1798—3 апреля 1859) — коллежский асессор, судья Московского надворного суда. Декабрист. Супруга — Наталья Дмитриевна, в 1-м браке — Фонвизина, урождённая Апухтина.
- Михаил Иванович (13.11.1800—25.05.1869) — декабрист, был сослан на поселение в Сибирь, а в конце 1826 года отправлен рядовым в Кавказскую армию. Во время персидской (1827), а затем турецкой (1828—1829) войн отличался храбростью и исключительными военными способностями, был фактическим руководителем инженерных работ в армии Паскевича и в солдатской шинели разжалованного постоянно присутствовал на военных советах у главнокомандующего. Ещё с лицейских лет был знаком с Пушкиным, когда вместе с братом (и другими друзьями поэта — Дельвигом, Кюхельбекером и Вольховским) был участником Бурцовского кружка. Оставил воспоминания. Первая супруга — с 1831 — Софья Петровна Пальчикова (?—1835, Псков), сестра лицеиста Владимира Петровича Пальчикова[3]. Вторая супруга — с 1838 — Мария Яковлевна, урождённая Подкользина (29.12.1812—22.03.1895)[4].
- Егор (Георгий) Иванович (6.01.1802—24.11.1833) — штабс капитан 2-й сапёрной роты 2-го  резервного сапёрного батальона.
- Николай Иванович (7 марта 1803—1874) — служил во флоте (1818—1827), чиновник Министерства юстиции, тайный советник (1860). Супруга — с 30.09.1837 — Мария Николаевна, урождённая Завалишина.
- Варвара Ивановна (11 октября 1804—19 марта 1881, Псков)[5] — не замужем.
- Елизавета Ивановна (21.08.1806—1860) — не замужем.
- Пётр Иванович (1813—1856)